# Јован II Дука од Тесалије
Јован II Дука од Тесалије је био севастократор Тесалије од 1303. до смрти 1318. године, из династије Анђела. Био је син севастократора Константина Дуке.
Севастократор Јован II Анђел Дука је био син севастократора Константина Дуке од Тесалије и његове жене Ане Еуагионисе. Наследио је очеву земљу као дете 1303. године, Тесалски магнати изабрали су рођака његовог оца, војводу Гаја II де ла Роша од Атине за намесника, а војвода је одмах успоставио свој протекторат над Тесалијом, са Антонијем ле Фламенком као његовим замеником (баили). Војвода Гај II је био син војводе Вилијама I де ла Роша и војвоткиње Хелене Комнин, ћерке севастократора Јована I Дуке од Тесалије. 
Избор атинског војводе за намесника показао се и благовременим и случајним. Деспина Ана Палеолог Кантакузин, намесница Епира, извршила је инвазију на Тесалију, али су је сада Гајеве снаге приморале да се повуче. Војвода Гај II се, међутим, показао мање успешним у обуздавању каталонске компаније, која је упала у Тесалију 1306. године, и наставила да пустоши регион око три године. У време када је војвода Гај II умро 1308. године, севастократор Јован II је тек постао пунолетан и негодовао је због покушаја новог атинског војводе, Валтера V од Бријена, да одржи атински протекторат над Тесалијом. Да би савладао Јованов отпор, војвода Валтер V је сам ангажовао Каталонску компанију и задужио је да потврди његову власт над Тесалијом. Каталонци су освојили многе тврђаве, али су инсистирали да у њих сами поставе гарнизоне. Уплашен њиховом непослушношћу, војвода Валтер V се сада окренуо против њих, али су Каталонци напали његово војводство 1310. године. Када су се две силе сукобиле, војвода Валтер V је поражен и убијен у бици код Халмироса или Кефиса 1311. године.
Када су Каталонци кренули у Беотију, Атику и обалу Коринтског залива, севастократор Јован II је могао да оствари већу контролу над Тесалијом. Овде је наишао на противљење локалних магната, који су се вероватно навикли на централну власт која је била још неефикаснија него иначе. Севастократор Јован II је покушао да ојача свој положај приближавањем Византијском царству и оженивши се Ирином Палеолог, ванбрачном ћерком цара Андроника II Палеолога 1315. године. Можда је у то време Јован II добио титулу севастократора. Већ се ослањао на извесну помоћ Византије против Каталонаца у својим доменима, али је умро 1318. без наследника.
Након смрти севастократора Јована II 1318. године, већи део северозападне Тесалије дошао је под контролу моћног магната Стефана Габријелопулоса, али су најјужније области око Неопатре заузели Каталонци, који су тамо основали своју кнежевину (Војводство Неопатра).

## Породично стабло
|  |                                |  |  |  |  |  |  |  |  |  |  |  |  |  |  |  |
|  | 4. Јован I Дука од Тесалије    |  |  |  |  |  |  |  |  |  |  |  |  |  |  |  |
|  |                                |  |  |  |  |  |  |  |  |  |  |  |  |  |  |  |
|  |                                |  |  |  |  |  |  |  |  |  |  |  |  |  |  |  |
|  | 2. Константин Дука од Тесалије |  |  |  |  |  |  |  |  |  |  |  |  |  |  |  |
|  |                                |  |  |  |  |  |  |  |  |  |  |  |  |  |  |  |
|  |                                |  |  |  |  |  |  |  |  |  |  |  |  |  |  |  |
|  | 1. Јован II Дука од Тесалије   |  |  |  |  |  |  |  |  |  |  |  |  |  |  |  |
|  |                                |  |  |  |  |  |  |  |  |  |  |  |  |  |  |  |
|  |                                |  |  |  |  |  |  |  |  |  |  |  |  |  |  |  |